# Comeback Season
Comeback Season é um filme de comédia, dirigido por Bruce McCulloch.

## Elenco
- Ray Liotta - Walter Pearce
- Shaun Sipos - Skylar Eckerman
- Glenne Headly - Deborah Pearce
- Rachel Blanchard - Chloe Pearce
- Brooke Nevin - Christine Pearce
- Brendan Fehr - Paul